# Leigh Whannell
Leigh Whannell (n. 17 ianuarie 1977, Melbourne, Victoria, Australia) este un scenarist, regizor, actor și producător de film australian. Acesta, împreună cu James Wan, au creat binecunoscuta serie Saw, Leigh jucând al doilea personaj principal din film, Adam. Este activ din 1996.

## Familie
Leigh crede că a moștenit dragostea pentru povestit de la mama sa și afecțiunea pentru realizarea de filme de la tatăl sau, care a fost cameraman în industria televiziunii.
Este căsătorit cu Corbett Tuck și are o fiică, Sabine Silver.

## Filmografie

### Actor
Recovery Abc Music TV series
- Neighbours (1996) (serial TV) – Stuart Maughan
- Blue Heelers (1999–2000) (serial TV) – Jared Ryan
- Stygian (2000) – Clown/Punk Kid
- Enter the Matrix – Axel (voce)
- The Matrix Reloaded (2003) – Axel
- Razors Eaters (2003) – Nick. D
- The Referees (2003) – Footy Mate
- Saw (2003, short) – David
- One Perfect Day (2004) – Chris
- Saw (2004) – Adam Stanheight
- Saw II (2005) - Adam Stanheight (nemenționat; voce din arhivă)
- Saw III (2006) – Adam Stanheight
- Death Sentence (2007) – Spink
- Dying Breed (2008) – Matt
- Doggie Heaven (2008) – Neil Sampson
- The Last Supper (2009) – Philip
- The Pardon (2009) – Clement Moss
- Saw 3D (2010) - Adam Stanheight (nemenționat; imagini de arhivă)
- Legend of the Guardians: The Owls of Ga'Hoole (2010) – Jatt
- Insidious (2011) – Specs
- Crush  (2013) - David
- Insidious: Chapter 2 (2013) – Specs
- The Assets (2014) – Russian Guard
- Cooties (2014) – Doug
- The Mule (2014) – Gavin
- Insidious: Chapter 3 (2015) - Specs
- Keep Watching (2017)

### Producător
- Saw II (2005)
- Saw III (2006)
- Saw IV (2007), producător executiv
- Saw V (2008), producător executiv
- Saw VI (2009), producător executiv
- Saw 3D (2010), producător executiv
- Cooties (2014), producător executiv
- The Mule (2014), producător executiv

### Scenarist
- Saw (2004)
- Saw II (2005)
- Saw III (2006)
- Dead Silence (2007)
- Doggie Heaven (2008)
- Saw: The Video Game (2009)
- Insidious (2011)
- Insidious: Chapter 2 (2013)
- Cooties (2014)
- The Mule (2014)
- Insidious: Chapter 3 (2015)

### Regizor
- Insidious: Chapter 3 (2015)